# Luca Antonio Predieri
Luca Antonio Predieri   (Bolonya, 13 de setembre de 1688 - Bolonya, 3 de gener de 1767) fou un compositor italià.
Procedent d'una família de músics bolonyesa de fort abast, era nebot dels famosos compositors Angelo (1655-1731) i Giacomo Cesare Predieri (1671-1753). Amb el seu oncle Angelo i amb G. A. Perti estudià el contrapunt, i el violí amb A. Bini i T. A. Vitali. El 1716 fou admès en l'Acadèmia Filharmònica de Bolonya, arribant a ser el seu príncep l'any 1725.